# Guadua maculosa
Guadua maculosa là một loài thực vật có hoa trong họ Hòa thảo. Loài này được (Hack.) E.G.Camus mô tả khoa học đầu tiên năm 1913.